# Lukas Zeiner

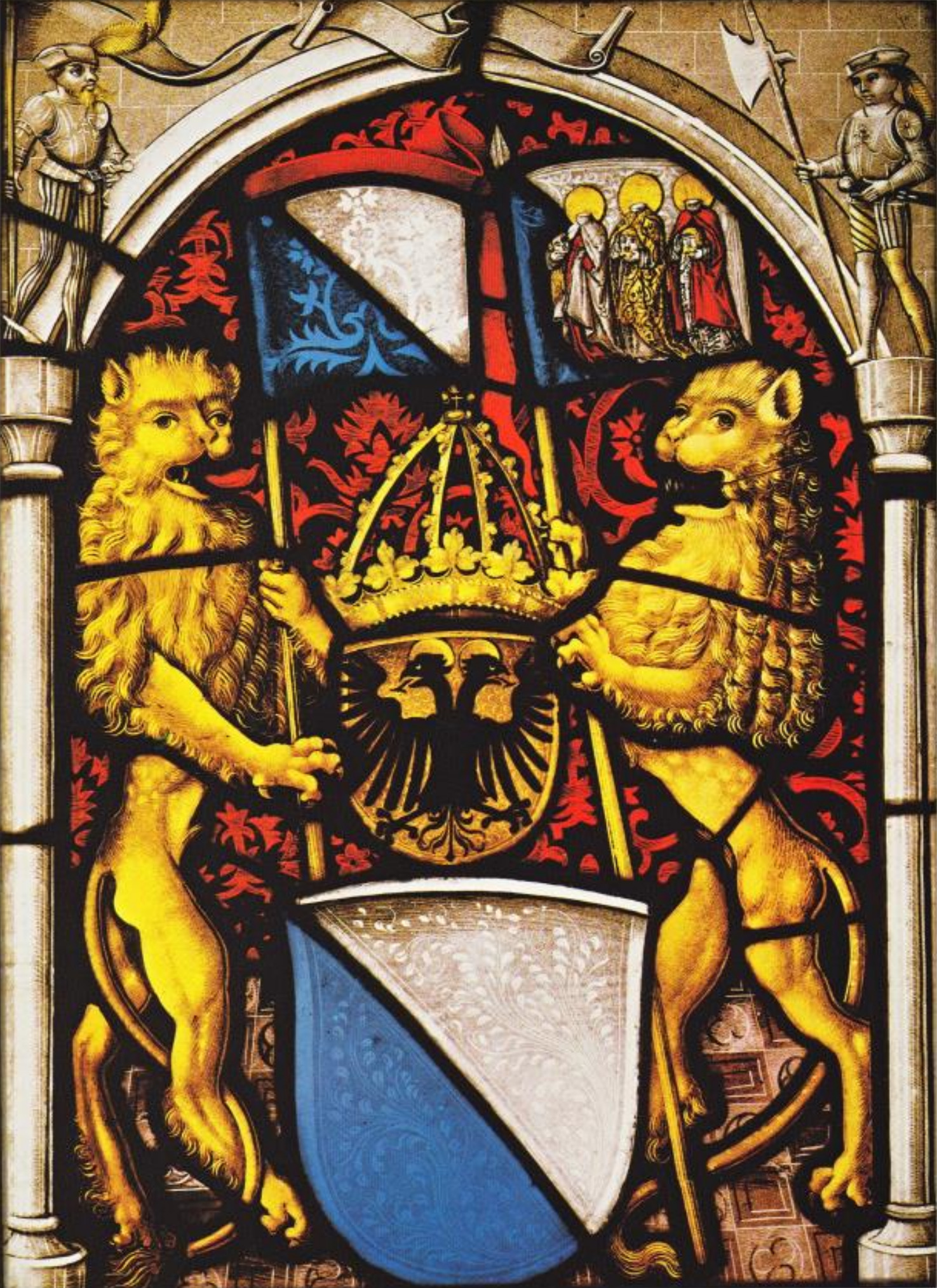
Zürcher Standesscheibe von Zeiner (ca. 1490)

Lukas Zeiner (auch Lux Zeiner; * um 1454; † um 1513) war ein Schweizer Glasmaler und Landvogt im Wangental. Zeiner galt um 1500 als renommiertester Glasmaler der Eidgenossenschaft.

## Leben und Werk
Lukas Zeiner war der Sohn des Zürcher Malers Hans Zeiner und der Agathe Bridler. Er beteiligte sich 1489 am Aufstand gegen Hans Waldmann. 1495 kam er als Vertreter der Meisenzunft in den Grossen Rat der Stadt Zürich. Zudem war er als Landvogt im Wangental tätig. Ab 1513 taucht sein Name nicht mehr in Akten auf.
Das künstlerische Schaffen Lukas Zeiners als Glasmaler ist fast ausschliesslich über schriftliche Quellen belegt. Er bekam den Zuschlag für zahlreiche Aufträge vom Rat der Stadt Zürich sowie von Klöstern und Kirchen der Inner- und der Ostschweiz. Es existieren keine signierten Werke des Künstlers, sodass die meisten Zuschreibungen auf stilistischen Vergleichen mit den wenigen archivalisch nachweisbaren Glasgemälden beruhen. Zu den urkundlich belegten Arbeiten gehören die Standesscheiben, welche zehn eidgenössische Orte im Jahr 1500 für den neuen Badener Tagsatzungssaal bestellten. Diese Serie von Werken stellt den ältesten, noch vollständig erhaltenen Standesscheibenzyklus der Schweiz dar. Das «einheitliche Kompositionsschema mit Standesschild, Reichsadlerschild und Reichskrone, mit flankierenden Schildhalterfiguren in Form von Bannerträgern sowie einer rahmenden Arkade prägte als ikonografischer Typus nachhaltig die schweizerische Glasmalerei und entwickelte sich zu einer spezifischen heraldischen Repräsentationsform der eidgenössischen Orte».